# Isaka Cernak
Isaka Aongor Cernak-Okanya (Brisbane, 9 aprile 1989) è un calciatore australiano, attaccante dell'Olympic FC.

## Carriera

### Club
Ha giocato nella massima serie dei campionati australiano, sudafricano, thailandese e singaporiano.

### Nazionale
Ha giocato nelle nazionali giovanili australiane Under-20 ed Under-23.